# Frederik Christian Ernst
Christian Frederik Ernst (1796 – 1. juni 1864) var en dansk officer, far til Jacob Ernst.
Han sluttede sin karriere som generalmajor. Han var gift med Sophie Bolette Wendell (25. april 1801 – 1877), datter af Jacob Fussing Wendell og Dorothea Marie Hielte.